# Cola Cao
Cola Cao är en spansk chokladdryck. Den produceras av företagsgruppen Idilia Foods.